# Davit Khocholava
Davit Khocholava (en georgiano: დავით ხოჭოლავა) (Tiflis, Georgia, 8 de febrero de 1993) es un exfutbolista georgiano que jugaba como defensa.

## Trayectoria

### F. C. Copenhague
El 6 de julio de 2021 se hace oficial su llegada al F. C. Copenhague firmando un contrato hasta 2025. Su primer partido con el equipo fue el 18 de julio ante el Aalborg arrancando como titular y jugando todo el partido que terminó en empate a dos goles.
En julio de 2024, tras un año y medio con varias lesiones, decidió poner fin a su carrera.

## Selección absoluta

### Participaciones en selección nacional
| Torneo                        | Categoría | Sede | Resultado    | Partidos | Goles |
| ----------------------------- | --------- | ---- | ------------ | -------- | ----- |
| Liga de Naciones UEFA 2018-19 | Absoluta  | UEFA | Subcampeón   | 5        | 0     |
| Liga de Naciones UEFA 2020-21 | Absoluta  | UEFA | Primera fase | 4        | 0     |
| Liga de Naciones UEFA 2022-23 | Absoluta  | UEFA | Ascenso      | 5        | 0     |

## Estadísticas

### Clubes
Actualizado al último partido jugado el 5 de noviembre de 2022.
| F. C. Rustavi Georgia | 1.ª           | 2010-11       | 2   | 0  | -  | - | 1  | 0 | 3   | 0  | 0    |
| F. C. Rustavi Georgia | Total         | Total         | 2   | 0  | 0  | 0 | 1  | 0 | 3   | 0  | 0    |
| F. C. Dinamo Tiflis Georgia                                                                                               | 1.ª           | 2011-12       | 5   | 0  | -  | - | -  | - | 5   | 0  | 0    |
| F. C. Dinamo Tiflis Georgia                                                                                               | 1.ª           | 2012-13       | 3   | 0  | 2  | 0 | -  | - | 5   | 0  | 0    |
| F. C. Dinamo Tiflis Georgia                                                                                               | 1.ª           | 2013-14       | 3   | 0  | -  | - | 3  | 0 | 6   | 0  | 0    |
| F. C. Dinamo Tiflis Georgia                                                                                               | Total         | Total         | 11  | 0  | 2  | 0 | 3  | 0 | 16  | 0  | 0    |
| F. C. Kolkheti-1913 Poti Georgia                                                                                          | 2.ª           | 2013-14       | 6   | 1  | -  | - | -  | - | 6   | 1  | 0.16 |
| F. C. Kolkheti-1913 Poti Georgia                                                                                          | Total         | Total         | 6   | 1  | 0  | 0 | 0  | 0 | 6   | 1  | 0.16 |
| FC Shukura Kobuleti Georgia                                                                                               | 1.ª           | 2014-15       | 25  | 1  | -  | - | 4  | 1 | 29  | 2  | 0.07 |
| FC Shukura Kobuleti Georgia                                                                                               | Total         | Total         | 25  | 1  | 0  | 0 | 4  | 1 | 29  | 2  | 0.07 |
| F. C. Chernomorets Odessa · Ucrania                                                                                       | 1.ª           | 2015-16       | 18  | 1  | 2  | 0 | -  | - | 20  | 1  | 0.05 |
| F. C. Chernomorets Odessa · Ucrania                                                                                       | 1.ª           | 2016-17       | 24  | 2  | -  | - | -  | - | 24  | 2  | 0.08 |
| F. C. Chernomorets Odessa · Ucrania                                                                                       | Total         | Total         | 42  | 3  | 2  | 0 | 0  | 0 | 44  | 3  | 0.07 |
| F. K. Shajtar Donetsk · Ucrania                                                                                           | 1.ª           | 2017-18       | 14  | 1  | 4  | 0 | 4  | 0 | 22  | 1  | 0.05 |
| F. K. Shajtar Donetsk · Ucrania                                                                                           | 1.ª           | 2018-19       | 25  | 2  | 3  | 0 | 5  | 0 | 33  | 2  | 0.06 |
| F. K. Shajtar Donetsk · Ucrania                                                                                           | 1.ª           | 2019-20       | 10  | 0  | 2  | 0 | 3  | 0 | 15  | 0  | 0    |
| F. K. Shajtar Donetsk · Ucrania                                                                                           | 1.ª           | 2020-21       | 4   | 0  | -  | - | 4  | 0 | 8   | 0  | 0    |
| F. K. Shajtar Donetsk · Ucrania                                                                                           | Total         | Total         | 53  | 3  | 9  | 0 | 16 | 0 | 78  | 3  | 0.04 |
| F. C. Copenhague Dinamarca                                                                                                | 1.ª           | 2021-22       | 22  | 1  | -  | - | 12 | 0 | 34  | 1  | 0.03 |
| F. C. Copenhague Dinamarca                                                                                                | 1.ª           | 2022-23       | 11  | 1  | 1  | 1 | 7  | 0 | 19  | 2  | 0.11 |
| F. C. Copenhague Dinamarca                                                                                                | Total         | Total         | 33  | 2  | 1  | 1 | 19 | 0 | 53  | 3  | 0.06 |
| Total carrera | Total carrera | Total carrera | 172 | 10 | 19 | 2 | 38 | 0 | 229 | 12 | 0.05 |
| (1) Incluye datos de Copa de Georgia, Copa de Ucrania y Supercopa de Ucrania. (2) No incluye goles en partidos amistosos. |               |               |     |    |    |   |    |   |     |    |      |

### Selección nacional
Actualizado al último partido jugado el 26 de septiembre de 2022.
| Selección        | Año   | Eliminatorias | Eliminatorias | Eliminatorias | Continental(1) | Continental(1) | Continental(1) | Mundial(2) | Mundial(2) | Mundial(2) | Amistosos | Amistosos | Amistosos | Total | Total | Total  | Media goleadora |
| Selección        | Año   | Part.         | Goles         | Asist.        | Part.          | Goles          | Asist.         | Part.      | Goles      | Asist.     | Part.     | Goles     | Asist.    | Part. | Goles | Asist. | Media goleadora |
| ---------------- | ----- | ------------- | ------------- | ------------- | -------------- | -------------- | -------------- | ---------- | ---------- | ---------- | --------- | --------- | --------- | ----- | ----- | ------ | --------------- |
| Absoluta Georgia | 2017  | 4             | 0             | 0             | —              | —              | —              | —          | —          | —          | 5         | 0         | 0         | 9     | 0     | 0      | 0               |
| Absoluta Georgia | 2018  | —             | —             | —             | 5              | 0              | 0              | —          | —          | —          | 2         | 0         | 0         | 7     | 0     | 0      | 0               |
| Absoluta Georgia | 2019  | —             | —             | —             | 4              | 0              | 0              | —          | —          | —          | 1         | 0         | 0         | 5     | 0     | 0      | 0               |
| Absoluta Georgia | 2020  | —             | —             | —             | 5              | 0              | 0              | —          | —          | —          | —         | —         | —         | 5     | 0     | 0      | 0               |
| Absoluta Georgia | 2021  | 3             | 0             | 0             | —              | —              | —              | —          | —          | —          | 4         | 0         | 0         | 7     | 0     | 0      | 0               |
| Absoluta Georgia | 2022  | —             | —             | —             | 6              | 0              | 0              | —          | —          | —          | —         | —         | —         | 6     | 0     | 0      | 0               |
| Absoluta Georgia | Total | 7             | 0             | 0             | 20             | 0              | 0              | 0          | 0          | 0          | 12        | 0         | 0         | 39    | 0     | 0      | 0.00            |
| Total            | Total | 7             | 0             | 0             | 20             | 0              | 0              | 0          | 0          | 0          | 12        | 0         | 0         | 39    | 0     | 0      | 0.00            |

## Palmarés

### Campeonatos nacionales
| Título                  | Club                  | País      | Año     |
| ----------------------- | --------------------- | --------- | ------- |
| Erovnuli Liga           | F. C. Dinamo Tiflis   | Georgia   | 2012-13 |
| Copa de Georgia         | F. C. Dinamo Tiflis   | Georgia   | 2012-13 |
| Supercopa de Ucrania    | F. K. Shajtar Donetsk | Ucrania   | 2017    |
| Copa de Ucrania         | F. K. Shajtar Donetsk | Ucrania   | 2017-18 |
| Liga Premier de Ucrania | F. K. Shajtar Donetsk | Ucrania   | 2017-18 |
| Copa de Ucrania         | F. K. Shajtar Donetsk | Ucrania   | 2018-19 |
| Liga Premier de Ucrania | F. K. Shajtar Donetsk | Ucrania   | 2018-19 |
| Liga Premier de Ucrania | F. K. Shajtar Donetsk | Ucrania   | 2019-20 |
| Superliga de Dinamarca  | F. C. Copenhague      | Dinamarca | 2021-22 |
| Copa de Dinamarca       | F. C. Copenhague      | Dinamarca | 2022-23 |
| Superliga de Dinamarca  | F. C. Copenhague      | Dinamarca | 2022-23 |